# Finał Pucharu Polski w piłce nożnej 2020
Finał Pucharu Polski w piłce nożnej mężczyzn sezonu 2019/2020 – mecz kończący rozgrywki 66. edycji Pucharu Polski, w którym udział wzięli: Cracovia i Lechia Gdańsk. Formalnym gospodarzem spotkania była Cracovia. Zwycięzca pojedynku uzyskał tytuł „zdobywcy Pucharu Polski w sezonie 2019/2020” i tym samym prawo gry w kwalifikacjach Ligi Europy UEFA sezonu 2020/2021.
Lechia Gdańsk broniła Pucharu Polski, zdobytego rok wcześniej po raz drugi w historii (pierwszy raz wywalczyła to trofeum w 1983 r.). Z kolei Cracovia po raz pierwszy w ogóle dotarła do finału tych rozgrywek. Dla obydwu ekip udział w finale PP był szansą na wywalczenie prawa gry w europejskich rozgrywkach w kolejnym sezonie (obie te drużyny uczestniczyły w rozgrywkach Ekstraklasy sezonu 2019/2020, jednak żadnej z ekip nie udało się zająć miejsca premiowanego grą w europejskich pucharach, Lechia w tabeli była czwarta, a Cracovia siódma).
Od 2014 r. finały Pucharu Polski regularnie rozgrywano na Stadionie Narodowym w Dzień Flagi (2 maja). W 2020 r., z powodu trudności wywołanych pandemią COVID-19, przesunięto datę na 24 lipca i zmieniono miejsce rozegrania finału na Arenę Lublin. Obostrzenia związane z pandemią spowodowały również udostępnienie widzom jedynie 25% miejsc na stadionie.

## Szczegóły meczu
| 24 lipca 2020 20:00 CEST | Cracovia · Pelle van Amersfoort 65' · David Jablonský 88' · Mateusz Wdowiak 117' | 3:2 pd.(0:1, 2:2) | Lechia Gdańsk · 20' Omran Haydary · 85' Patryk Lipski | Arena Lublin, Lublin Widzów: 3478 Sędzia: Paweł Raczkowski (Warszawa) |
|                          |                                                                                  |                   |                                                       |                                                                       |

| Cracovia        |    |                           |
|                 |    |                           |
| BR              | 31 | Lukáš Hroššo              |
| OB              | 2  | Cornel Râpă               |
| OB              | 39 | Michał Helik              |
| OB              | 85 | David Jablonský           |
| OB              | 33 | Kamil Pestka 90+6'        |
| PO              | 11 | Mateusz Wdowiak 62'       |
| PO              | 10 | Pelle van Amersfoort      |
| PO              | 22 | Florian Loshaj 113'       |
| PO              | 14 | Ivan Fiolić 120+1'        |
| NA              | 4  | Sergiu Hanca 119'         |
| NA              | 21 | Rafael Lopes 82'          |
| Rezerwowi:      |    |                           |
| BR              | 40 | Michal Peškovič           |
| OB              | 87 | Diego Ferraresso          |
| OB              | 34 | Ołeksij Dytiatjew 120+1'  |
| OB              | 3  | Michal Sipľak 119'        |
| PO              | 7  | Thiago Rodrigues de Souza |
| PO              | 25 | Michał Rakoczy            |
| PO              | 8  | Milan Dimun 113'          |
| NA              | 97 | Daniel Pik                |
| NA              | 99 | Tomáš Vestenický 82'      |
| Trener:         |    |                           |
| Michał Probierz |    |                           |

| Lechia Gdańsk   |    |                                   |
|                 |    |                                   |
| BR              | 1  | Zlatan Alomerović 54'             |
| OB              | 19 | Karol Fila                        |
| OB              | 25 | Michał Nalepa 37'                 |
| OB              | 23 | Mario Maloča 81'                  |
| OB              | 4  | Rafał Pietrzak 53'                |
| OB              | 31 | Žarko Udovičić                    |
| PO              | 7  | Maciej Gajos 71'                  |
| PO              | 6  | Jarosław Kubicki 33'              |
| PO              | 36 | Tomasz Makowski                   |
| NA              | 8  | Omran Haydary 83'                 |
| NA              | 28 | Flávio Paixão 107'                |
| Rezerwowi:      |    |                                   |
| BR              | 12 | Dušan Kuciak                      |
| OB              | 20 | Conrado Buchanelli Holz 53' 90+8' |
| OB              | 77 | Rafał Kobryń                      |
| PO              | 88 | Jakub Kałuziński                  |
| PO              | 9  | Patryk Lipski 83' 86'             |
| PO              | 80 | Egzon Kryeziu 107'                |
| PO              | 11 | Jaroslav Mihalík                  |
| NA              | 17 | Ze Gomes                          |
| NA              | 24 | Łukasz Zwoliński 71'              |
| Trener:         |    |                                   |
| Piotr Stokowiec |    |                                   |

| Zdobywca Pucharu Polski 2019/2020 |
| --------------------------------- |
| Cracovia 1. tytuł                 |